# Blastobotrys nivea
Blastobotrys nivea är en svampart som beskrevs av Klopotek 1967. Blastobotrys nivea ingår i släktet Blastobotrys och familjen Trichomonascaceae.   Inga underarter finns listade i Catalogue of Life.